# Эльсгольц, Лев Эрнестович
Лев Эрнестович Эльсгольц (1909—1967) — советский учёный, математик, доктор физико-математических наук (1959), профессор (1961).

## Биография
Родился в семье педагогов. Окончил астрономо-математическое отделение МГУ в 1931, кандидат физико-математических наук с 1939. Тема кандидатской диссертации «Оценка числа критических точек и числа критических значений непрерывных функций». Работал в МГУ с 1933 (или 1940) сначала ассистентом, потом доцентом и профессором до 1960, исполняющий обязанности заведующего кафедрой математики физического факультета в 1942 в эвакуации в Ашхабаде. Заведующий кафедрой дифференциальных уравнений и функционального анализа, профессор факультета физико-математических и естественных наук Университета дружбы народов имени Патриса Лумумбы с 1961 по 1967. Параллельно читал спецкурсы, руководил студентами и аспирантами на физическом факультете МГУ. Тема докторской диссертации «Некоторые вопросы теории дифференциальных уравнений с отклоняющимися аргументами». Читал курсы «Вариационное исчисление», «Дифференциальные уравнения», «Математический анализ». «Труды семинара по теории дифференциальных уравнений с отклоняющимся аргументом» стал единственным в мире изданием, специально посвящённым этой тематике. Погиб в автомобильной аварии.

## Публикации
- Эльсгольц Л. Э. «Введение в теорию дифференциальных уравнений с отклоняющимся аргументом» (1964);
- Эльсгольц Л. Э. Учебник «Дифференциальные уравнения и вариационное исчисление» (1965);[4][5]
- Эльсгольц Л. Э. Учебное пособие «Дифференциальные уравнения» (1957);
- Эльсгольц Л. Э. Учебное пособие «Функции комплексного переменного. Операционное исчисление. Теория устойчивости» (1965);
- Лунц Г. Л., Эльсгольц Л. Э. Учебник «Функции комплексного переменного с элементами операционного исчисления». Лань, 2002. ISBN 5811404573, 9785811404575[6].

Написанные им учебники для физиков и инженеров переведены на иностранные языки и изданы во многих странах.